# Aparaphysaria
Aparaphysaria är ett släkte av svampar. Aparaphysaria ingår i familjen Pyronemataceae, ordningen skålsvampar, klassen Pezizomycetes, divisionen sporsäcksvampar och riket svampar.